# Đảo Đá

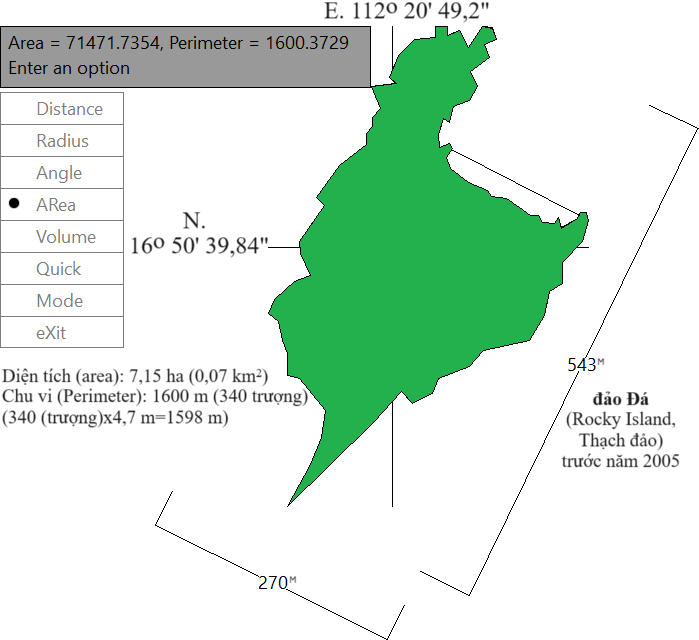
Bản đồ đảo Đá quần đảo Hoàng Sa (Rocky Island) trước năm 2005.

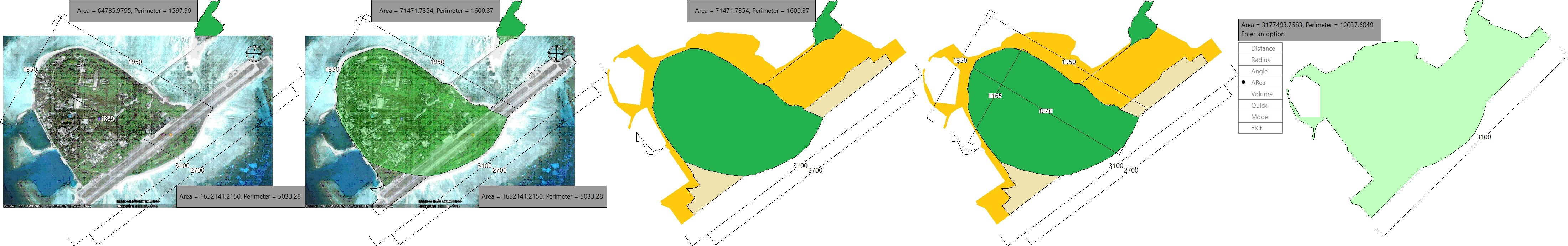
Bản đồ đảo Đá và đảo Phú Lâm (Woody Island, 永興島) của quần đảo Hoàng Sa (Paracel Islands).

Đảo Đá là một đảo đá nhỏ thuộc nhóm đảo An Vĩnh, quần đảo Hoàng Sa. Đảo nằm trên cùng một bãi đá san hô với đảo Phú Lâm, cách Phú Lâm khoảng hơn 700 m về phía đông bắc. Nơi cao nhất của đảo Đá là 15,2 m (50 ft), cũng là nơi cao nhất Quần đảo Hoàng Sa.
Đảo Đá là đối tượng tranh chấp giữa Việt Nam, Đài Loan và Trung Quốc. Hiện nay, Trung Quốc đang kiểm soát đảo này.
- Tên gọi: đảo Đá; tiếng Anh: Rocky Island; tiếng Trung: 石岛; bính âm: Shí dǎo, Hán-Việt: Thạch đảo
- Đặc điểm: đảo Đá, trước năm 2005, dài khoảng 545 m, rộng khoảng 270 m. Theo tài liệu của Marwyn Samuels  năm 1982, đảo Đá có chiều dài là 375 m và chiều rộng là 340 m.[2] Theo tài liệu của Trung Quốc, thì đảo Đá dài khoảng 550 m, rộng khoảng 300 m[3]. Diện tích tự nhiên của đảo Đá khoảng 7,15 ha tức 0,07 km². Số liệu của Trung Quốc là 0,08 km²[3]. Tài liệu của Ủy ban Nhân dân huyện Hoàng Sa Đà Nẵng Việt Nam nhầm đảo Đá với đảo Bạch Quy (bởi cái tên phụ "Bàn Thạch" của đảo Bạch Quy) nên cho rằng đảo Đá có diện tích 0,4 km², còn đảo Bạch Quy thì cao 15 m cao nhất quần đảo.[4]

Trung Quốc đã xây dựng một trạm tình báo chuyên thu thập tín hiệu trên đảo Đá, đồng thời xây đường nối nơi này với đảo Phú Lâm. Phía bắc của đảo có một bến tàu được xây bằng bê tông; phía nam có một số ngôi nhà. Hiện nay Trung Quốc đã bồi đắp, xây dựng và Đảo Đá cùng với đảo Phú Lâm đã trở thành một đảo.

## Đảo Đá và Bàn Than thạch
Khi viết về việc xây Hoàng Sa Tự trên một đảo Hoàng Sa năm 1835 (một hành động thực thi chủ quyền của Nhà Nguyễn Việt Nam trên quần đảo Hoàng Sa), Đại Nam thực lục chép:
"Tháng 6 âm lịch năm Ất Mùi niên hiệu Minh Mạng 16 (1835)... Dựng đền thờ thần [ở đảo] Hoàng Sa thuộc Quảng Ngãi. Hoàng Sa ở hải phận Quảng Ngãi, có một chỗ nổi cồn cát trắng, cây cối xanh um, giữa cồn cát có giếng, phía tây nam có miếu cổ, có tấm bài khắc 4 chữ "Vạn lý Ba Bình 萬里波平" (cồn Bạch Sa [cát trắng] chu vi 1070 trượng, tên cũ là núi Phật Tự, bờ đông, tây, nam đều đá san hô thoai thoải uốn quanh mặt nước. Phía bắc, giáp với một cồn toàn đá san hô, sừng sững nổi lên, chu vi 340 trượng, cao 1 trượng 3 thước, ngang với cồn cát, gọi là Bàn Than thạch). Năm ngoái vua toan dựng miếu lập bia ở chỗ ấy, bỗng vì sóng gió không làm được. Đến đây, mới sai cai đội Thủy quân là Phạm Văn Nguyên đem lính thợ Giám thành cùng phu thuyền hai tỉnh Quảng Ngãi, Bình Định, chuyên chở vật liệu đến dựng miếu (cách tòa miếu cổ 7 trượng). Bên tả miếu dựng bia đá; phía trước miếu xây bình phong. Mươi ngày làm xong rồi về."
Chu vi đảo xây miếu thời Minh Mạng dài 1070 trượng là khoảng 5030 mét (một trượng khoảng 4,7 m), gần tương đương với quy mô của đảo Phú Lâm quần đảo Hoàng Sa nơi từng có Hoàng Sa Tự. Chu vi cồn đá san hô được gọi là "Bàn Than thạch" thời Minh Mạng khoảng 1600 mét (340 trượng), tương đương quy mô đảo Đá của quần đảo Hoàng Sa. Độ cao của Bàn Than thạch kề phía bắc cồn Bạch Sa theo Đại Nam thực lục 1 trượng 3 thước (13 thước) tức là khoảng 6,1 m. Độ cao của đảo Đá, nằm sát gần đảo Phú Lâm cách 700m về phía bắc đông bắc, là 15,2 m (tức 50 ft). Bàn Than thạch ngày nay được Việt Nam lấy tên gọi Bàn Than để đặt cho một cồn cát thuộc thuộc cụm Nam Yết của quần đảo Trường Sa, gọi là "bãi Bàn Than", nằm gần đảo Ba Bình (khoảng giữa đảo này với đảo Sơn Ca), nằm về phía đông đảo Ba Bình và với khoảng cách xa hơn nhiều khoảng cách đảo Đá với đảo Phú Lâm.